# Mittagspause
Mittagspause was een Duitse punkrockband uit Düsseldorf.

## Bezetting
Oprichters
- Peter Hein (zang)
- Franz Bielmeier alias Monroe (gitaar)
- Markus Oehlen (drums)
- Gabi Delgado-López (begeleidende zang, tot 1978)

Laatste bezetting
- Peter Hein (zang)
- Thomas Schwebel (gitaar, vanaf 1979)
- Franz Bielmeier alias Monroe (gitaar)
- Markus Oehlen (drums)

## Geschiedenis
De band werd geformeerd in juli 1978 uit de in 1977 geformeerde band Charlie's Girls, toentertijd al met Peter Hein, Franz Bielmeier en Markus Oehlen. Tot de eerste bezetting behoorde nog de latere D.A.F.-zanger Gabi Delgado-López als tweede zangstem.
Een van hun optredens had Mittagspause tijdens het legendarische SO32-openingsfestival, dat plaatsvond op 12 augustus 1978. Op de daarbij behorende gelijknamige sampler zijn ook de enige opnamen in deze bezetting te horen, omdat Delgado-Lopez de band na een kerstconcert op 26 december 1978 in de Dreieckstube in Düsseldorf verliet.
Begin 1979 voegde Thomas Schwebel (voorheen S.Y.P.H.) zich bij de band. Vervolgens ontwikkelde Mittagspause een zeer speciale, kenmerkende sound. Omdat de band geen bassist had, legde Frans Bielmeier zich toe op zeer intense en stampende ritme-akkoorden, waarbij hij zich vooral door zijn regelmatige, bijna op het uur gespitste speelwijze kenmerkte. Thomas Schwebel voegde daar hoog gespeelde melodieën en off-beats aan toe, die enerzijds het melodieuze tegendeel tot Bielmeiers ritmegitaar vormden en in het latere stadium van de band deels al herinnerden aan punk (Herrenreiter, Japaner in Düsseldorf). Het tempo is in vergelijking met andere punkbands eerder langzaam (onder andere geïnspireerd door reggae), gedragen door het monotone drumritme (humtata-ritme) van Markus Oehlens.
De songs van Mittagspause bestaan welbeschouwd eerder door hun aannemelijke, monotone ritme als door hun melodie en niet ten laatste door Peter Heins zang. Peter Hein heeft in zijn staccato-achtige uitspraak van de teksten ook een zeer eigenzinnig, onverwisselbaar klankbeeld gecreëerd, dat de afgehakte, militair voorkomende punksound completeert. Zo werd de band tot cultband in hun thuisstad.
In de zomer van 1979 brachten ze onder eigen regie hun eerste dubbelsingle uit, die met Militürk en Ernstfall twee songs bevat, die later door Fehlfarben werd overgenomen. Eind 1979 verscheen de single Herrenreiter/Paff, waarbij Paff een coverversie was van een oude chanson van Marlene Dietrich. Hun laatste concert vond plaats op 31 december 1979 in de Okie Dokie in Neuss in het kader van het door Bielmeier georganiseerde Rondo-Sylvester.
Beging 1980 werd de band ontbonden. Hein en Schwebel hadden in het eindstadium van de band al Fehlfarben als nevenproject opgericht, dat later als een van de meest invloedrijke Duitse new wave-bands werd. Bielmeier concentreerde zich op zijn platenlabel Rondo, Oehlen werd vooral bekend als beeldend kunstenaar, maar speelde af en toe mee in diverse bands, waaronder Vielleichtors, Red Krayola, Flying Klassenfeind en Van Oehlen. De cultstatus van Mittagspause bleef echter al die jaren bestaan. Zo kwamen er pas lp's na hun ontbinding en in 1981 de live-lp Punk macht dicken Arsch. In 2004 verscheen er een Best Of bij een Japans label.

## Discografie
- 1979: Mittagspause (dubbelsingle)
- 1979: Herrenreiter/Paff (single)
- 1979: Testbild (dubbel-7″)
- 1981: Punk macht dicken Arsch (live 10 november 1979 in Wuppertal) (lp)
- 1983: Mittagspause (nieuwe uitgave van de dubbelsingle, remix, lp)
- 1992: Herrenreiter (demo's) (cd)
- 2004: 1979-1982 (Best Of-cd, Japanse persing)